# Susanne Herold (Medizinerin)
Susanne Valerie Herold (* 10. November 1975 in Offenburg) ist eine deutsche Medizinerin und Infektiologin. Seit 2018 ist sie Professorin für Infektionskrankheiten der Lunge an der Justus-Liebig-Universität Gießen und Abteilungsleiterin des Schwerpunkts Infektiologie des Universitätsklinikums in Gießen. Zu ihren Forschungsschwerpunkten gehören Influenza-Viren, Lungenentzündungen und Coronaviren.

## Werdegang
Susanne Herold wurde 1975 in Offenburg geboren und absolvierte 1995 bis 2002 ein Studium der Humanmedizin an der Universität Gießen. Im Anschluss war sie dort bis 2013 in der Abteilung für Innere Medizin tätig. Sie nahm an dem internationalen Graduiertenprogramm für Molekularbiologie und Lungenheilkunde am International Giessen Graduate Centre for the Life Sciences (GGL) teil und promovierte 2003 mit einer Arbeit im Themenfeld Monozyten in der Lunge zum Dr. med. Ergänzend erwarb sie im Rahmen eines Ph.D-Programms der Universität Gießen 2008 den Ph.D. 2010 erhielt sie die fachärztliche Anerkennung in Innerer Medizin und Infektiologie, gefolgt von ihrer Habilitation über das Mononukleäre Phagozyten-System der Lunge bei akuter Lungenentzündung.
Seit 2013 bekleidet sie eine Gastprofessur an der Northwestern University in Chicago für die Abteilung Lungen- und Intensivmedizin. 2013 wurde sie Oberärztin und 2015 – gefördert durch das Deutsche Zentrum für Lungenforschung – W2-Professorin für akutes Lungenversagen an der Justus-Liebig-Universität Gießen und damit zugleich am Gießener Standort des Universitätsklinikums Gießen und Marburg GmbH. 2016 legte sie eine weitere Prüfung zur Fachärztin für Lungenheilkunde ab.
Im Jahr 2018 übernahm Susanne Herold die W3-Professur für Infektionserkrankungen der Lunge an der Universität Gießen und wurde gleichzeitig Abteilungsleiterin des Schwerpunkts Infektiologie am Gießener Standort des Universitätsklinikums Gießen und Marburg GmbH. Seit Oktober 2022 hat sie die W3-Professur für Innere Medizin mit den Schwerpunkten Klinische Infektiologie und Experimentelle Pneumologie inne, die im Rahmen einer LOEWE-Spitzenprofessur des Landes Hessen gefördert wird.
Herold ist Mitglied in zahlreichen Fachgesellschaften, darunter seit 2017 in der Akademie gemeinnütziger Wissenschaften zu Erfurt und im Deutschen Zentrum für Infektionsforschung. Sie wurde in den wissenschaftlichen Beirat des Robert Koch-Instituts berufen und ist stellvertretende Vorsitzende der Deutschen Gesellschaft für Infektiologie.
Susanne Herold leitet seit 2016/2017 ein DFG-gefördertes klinisches Forschungsprojekt zu durch Viren verursachte Lungenschädigungen.
Im Jahr 2025 wurde Susanne Herold als Mitglied der Sektion Innere Medizin und Dermatologie in die Nationale Akademie der Wissenschaften Leopoldina aufgenommen.

## Publikationen (Auswahl)
- Transendo-, epitheliale Rekrutierung von Monozyten in die Lunge: phänotypische und funktionelle Charakterisierung. (Dissertation Universität Gießen). Gießen 2003, urn:nbn:de:hebis:26-opus-12494.
- Macrophage-epithelial interactions during influenza virus pneumonia alveolar recruitment pathways and impact on epithelial barrier integrity. (Ph.D.-Thesis). (uni-giessen.de [PDF; abgerufen am 21. März 2020]).
- Das mononukleäre Phagozytensystem der Lunge in der Wirtsabwehr und Gewebereparatur bei akuter Pneumonie. (Habilitationsschrift Universität Gießen). Gießen 2012.